# 福岡憲宏
福岡 憲宏（ふくおか のりひろ、1974年〈昭和49年〉3月17日 - ）は、日本の政治家。元奈良県香芝市長（1期）、香芝市議会議員（3期）。

## 来歴
奈良県奈良市出身。同志社香里高等学校卒業。1996年（平成8年）3月、同志社大学経済学部経済学科卒業。同年4月、学習塾「伊藤塾」の講師となる。2003年（平成15年）11月、同塾の代表取締役に就任。維新政治塾に参加（一期生）。
2013年（平成25年）3月24日に行われた香芝市議会議員選挙に、地域政党「なら分権の会」公認で立候補し初当選。2017年（平成29年）、他の議員連と議員報酬30％削減に賛成する条例を提出するが否決される。同年3月の市議会議員選挙にて再選。2019年（平成31年）4月、議長に就任。
2020年（令和2年）5月8日、任期満了に伴う香芝市長選挙に立候補する意向を表明。同年5月24日に行われた香芝市長選挙に立候補し、自民党推薦の現職の吉田弘明を小差で破り初当選した。6月3日、市長就任。
※当日有権者数：62,859人 最終投票率：43.09%（前回比：＋2.49pts）
| 候補者名 | 年齢 | 所属党派 | 新旧別 | 得票数   | 得票率 | 推薦・支持         |
| -------- | ---- | -------- | ------ | -------- | ------ | ------------------ |
| 福岡憲宏 | 46   | 無所属   | 新     | 13,632票 | 50.89% |                    |
| 吉田弘明 | 59   | 無所属   | 現     | 13,156票 | 49.11% | （推薦）自由民主党 |

2021年（令和3年）2月、既婚者の女性と市長当選直後から県内外でデートを重ねる写真付きの文書が、市内にまかれた。週刊誌の「ビラの人物は市長で間違いないか？」との問いに、福岡は「そうですね」と答えた。女性議員から「このビラは市長ですか」と問われると福岡は「ビラの女性の私生活に影響があることも想像されることから、お答えは差し控える」と答弁し、6月21日、市議会が倫理調査特別委員会を立ち上げ、本格的に福岡を追及する方針を固めた。
同年4月26日、福岡は体調不良を訴え、PCR検査を行い、翌27日に新型コロナウイルス陽性が判明した。同年5月10日、公務復帰。
2024年（令和6年）5月12日、市長選挙が告示され、福岡は立憲民主党、日本維新の会県総支部、国民民主党の推薦を得て立候補した。そのほか、元奈良市議会議員の三橋和史、元市長の吉田弘明、元教諭の中瀬弘らが立候補の届け出をした。告示日には奈良県知事の山下真が選挙カーに同乗して福岡を応援したが、投開票日の5月19日、福岡は次点で落選した。
※当日有権者数：63,288人 最終投票率：43.22%（前回比：0.13pts）
| 候補者名 | 年齢 | 所属党派 | 新旧別 | 得票数  | 得票率 | 推薦・支持                                           |
| -------- | ---- | -------- | ------ | ------- | ------ | ---------------------------------------------------- |
| 三橋和史 | 35   | 無所属   | 新     | 9,215票 | 34.17% |                                                      |
| 福岡憲宏 | 50   | 無所属   | 現     | 8,187票 | 30.36% | （推薦）立憲民主党、日本維新の会県総支部、国民民主党 |
| 吉田弘明 | 63   | 無所属   | 元     | 7,542票 | 27.97% |                                                      |
| 中瀬弘   | 72   | 無所属   | 新     | 2,021票 | 7.50%  |                                                      |

2025年（令和7年）、同年3月執行予定の香芝市議会議員選挙に出馬表明し、3月2日には国民民主党奈良県総支部連合会より推薦を受けた。
同年3月16日、香芝市議会議員選挙が告示され、22日の開票の結果、2,600票を獲得しトップで当選し市議会に返り咲いた。なおこの選挙で二度市長選で争った吉田弘明も市議会議員に当選している。（吉田は2,325票で2位当選。）

## 政策・主張
- 2018年に「香芝市受動喫煙防止条例」を発議し、全会一致で可決。公共施設に設置されていた喫煙所は撤去され、市役所も敷地内禁煙となった[13]。
- 2020年の香芝市長選挙の際には、教育や福祉分野の施策について強く訴え、小中学校の教育用コンピューターの普及率の向上や、市内の店舗や香芝駅のバリアフリー化などを公約に掲げた[14]。
- 2021年4月に可決された「香芝市議会基本条例」について、憲法違反などが疑われる規定を含んでいるとして地方自治法に基づき再議を求めた。同年5月の議会では、福岡が新型コロナウイルスに感染し自宅待機となっていたため、小林悟副市長が代理で発言。「議会は市長等の行為規範について監視を行わなければならない」と定めた規定について、「行為規範の意味が不明で、このような文言では内心の自由を侵しかねない恐れがある」などと指摘した[15]。
- 2021年12月、コロナ禍の影響を受ける子育て世帯を早急に支援するため、中学生までの子どもがいる世帯に対し、「子育て世帯への臨時特別給付金」10万円を一括給付すると発表した[16]。
- 2021年12月に香芝市議会が公共施設などへの喫煙所の新設を求める決議を可決した[17][18]。時代に逆行する動きに反発した市民団体は、喫煙所設置に反対する署名活動を開始し、2022年5月に市民3600人分の署名が福岡に手渡された[19]。福岡自身は市議時代に受動喫煙防止条例を発議した当事者であったこともあり、「市役所内に喫煙所をつくるべきではない」と明言しながらも、「議会の決議は重く、何らかの措置を講じなければならない」と理解を求める場面もあった[20]。